# 朱友㙴
汶川懿简王朱友㙴（1444年—1473年7月2日），明朝蜀和王朱悦𤉎庶五子，母金氏。明太祖曾孙。明朝第一代汶川王。

## 生平
天順四年（1460年）九月，明英宗遣成國公朱儀、定國公徐永寧、泰寧侯陳涇、廣平侯袁瑄、遂安伯陳韶、惠安伯張琮為正使，吏科右給事中潘榮、戶科給事中楊壁、禮科給事中李木、兵科給事中楊瓚、刑科給事中趙忠、工科給事中黃甄為副使，持節冊封朱友㙴為汶川王。
成化二年（1466年）十月，明宪宗遣安遠侯柳景、陳涇、富陽伯李輿、刑部右侍郎董方、工部右侍郎李顒為正使，尚寶司司丞蔣敞、兵科給事中王秉彝、刑科給事中蕭彥莊、工科給事中王詔、兵部郎中王恕為副使，冊封南城兵馬副指揮蔣賢的女兒為汶川王妃。
成化九年（1473年）六月，朱友㙴去世。宪宗闻讯輟朝一日，按制度賜祭葬，谥懿簡。其墓在在汶川縣靈溪山。十一月，赐王妃蔣氏食米每年三百石。
成化十四年（1478年）四月，其庶長子朱申銷受册袭封。

## 子孫
- 庶長子：汶川榮康王朱申銷
- 孫：輔國將軍朱賓？[9]
  - 第四子：奉國將軍朱讓棟，號几山，篤愛父母，順承三兄，捐資濟內。八十歲時，蜀端王朱宣圻與汶川王給予褒獎。妻唐氏，封淑人。[9]
    - 嫡長子：鎮國中尉朱承燸[9]
    - 第二子：朱某

## 评价
- 《弇山堂别集》卷072：温柔賢善，平易不訾。